# Acanthostigma ellisii
Acanthostigma ellisii är en svampart som beskrevs av Sacc. & P. Syd. 1899. Acanthostigma ellisii ingår i släktet Acanthostigma och familjen Tubeufiaceae.   Inga underarter finns listade i Catalogue of Life.